# (131318) 2001 FL194
(131318) 2001 FL194 est un objet transneptunien du groupe des plutinos.

## Caractéristiques
2001 FL194 mesure environ 121 km de diamètre.

## Orbite
L'orbite de 2001 FL194 possède un demi-grand axe de 39,167 ua et une période orbitale d'environ 247 ans. Son périhélie l'amène à 32,463 ua du Soleil et son aphélie l'en éloigne de 45,871 ua. Il s'agit d'un plutino.

## Découverte
2001 FL194 a été découvert le 22 mars 2001.